# Antiga Rectoria de Santa Llogaia del Terri
L'Antiga Rectoria de Santa Llogaia del Terri és una casa de Cornellà del Terri (Pla de l'Estany) inclosa a l'Inventari del Patrimoni Arquitectònic de Catalunya.

## Descripció
Edifici rural de planta rectangular, desenvolupat en planta baixa, planta pis i golfes. La coberta és de teula àrab a dues vessants i ràfec format per combinació de tres fileres de rajol, pla i de punta de diamant. Les parets portants són maçoneria, amb restes d'arrebossat a les façanes i carreus a les cantonades. La porta i finestres de la planta baixa són emmarcades per carreus cisellats i llindes de pedra d'una sola peça. Les obertures del primer pis són emmarcades amb maons col·locats a sardinell, la llosana del balcó és de pedra emmotllurada. A la part central superior de la façana s'obren quatre forats en forma d'arc de mig punt, també fets amb rajol. Interiorment la casa s'estructura en tres crugies perpendiculars a la façana. Els sostres són fets amb cairats de fusta així com la coberta. A la part superior de la façana s'aprecia un antic de rellotge de sol pintat a la paret.

## Història
Temps enrere la casa havia servit de residència del rector de la parròquia. Posteriorment llogada a una família de Barcelona que l'utilitzava com a segona residència.